# VEB Dampferzeugerbau
Der VEB Dampferzeugerbau Berlin war ein Volkseigener Betrieb der DDR im Sektor Energieanlagenbau. Er gehört heute zur Babcock-Borsig AG. Er hatte seinen Sitz in der heutigen Vertretung des Landes Bayern in der Berliner Behrenstraße.

## Geschichte
Der VEB Dampferzeugerbau Berlin wurde 1953 durch Ausgliederung aus dem VEB Bergmann-Borsig gegründet. Er hatte im Gründungsjahr bereits 3000 Mitarbeiter. Das Produktionsprofil umfasste Dampferzeugeranlagen und weitere Kraftwerksanlagen. Das Unternehmen war an vielen Kraftwerksausstattungen der DDR beteiligt, so z. B. am Altkraftwerk Lippendorf, erfüllte aber auch Exportaufgaben. Der Betrieb war in das Kombinat Kraftwerksanlagenbau eingebunden.
Es hatte eine eigene Entwicklungsabteilung für Rechentechnik, welche im Kombinat Robotron integriert war. Auf sein Konto geht die Entwicklung des CP/M-kompatiblen Betriebssystems DAC, das auf den Robotron-Rechnern A5120, K8924 und PC1715 verwendet wurde.

## Entwicklung nach 1990
- 1991 wurde das Unternehmen privatisiert und umbenannt in Dampferzeugerbau Berlin GmbH.
- 1993 wurde die Babcock Lentjes Kraftwerkstechnik GmbH gegründet. An dem Unternehmen mit 1000 Beschäftigten waren die Firmen Lentjes und Deutsche Babcock beteiligt.
- 1996 zog sich die Firma Lentjes zurück. Das Unternehmen erhielt den Namen Babcock Kraftwerkstechnik GmbH Berlin.
- 2002 beantragt die Firma das Insolvenzverfahren.
- 2004 eröffnete die Holding der Babcock-Borsig AG und weiterer 24 Tochtergesellschaften die geregelte Insolvenz.